# Bright Eyes (film)
Bright Eyes is een film uit 1934, geregisseerd door David Butler. De hoofdrol was voor Shirley Temple.
Temple zingt in deze film haar bekende lied On the good ship lollipop. Ze kreeg een Academy Award voor haar rol.

## Rolverdeling
| Acteur           | Personage            | Rolbeschrijving                             |
| ---------------- | -------------------- | ------------------------------------------- |
| Shirley Temple   | Shirley Blake        | Vijfjarige dochter van Mary Blake           |
| James Dunn       | James "Loop" Merritt | piloot en peter van Mary                    |
| Lois Wilson      | Mary Blake           | Moeder van Shirley                          |
| Judith Allen     | Adele Martin         | vervreemde verloofde van Loop               |
| Charles Sellon   | Ned Smith            | Gestoorde patriarch van het gezin Smith     |
| Theodor von Eltz | J. Wellington Smythe | een nouveau-riche                           |
| Dorothy Christy  | Anita Smythe         | Arrogante vrouw van Wellington Smythe       |
| Jane Withers     | Joy Smythe           | verwende dochter van J. Wellington en Anita |
| Brandon Hurst    | Higgins              | butler van de familie Smythes               |
| Jane Darwell     | Elizabeth Higgins    | kok van de familie Smythes                  |
| Walter Johnson   | Thomas               | chauffeur van de familie Smythes            |
| George Irving    | Thompson             | rechter                                     |
| Terry            | Rags                 | Loop's hond                                 |